# Lista över hantverksyrken
Hantverksyrken 
I många hantverksyrken kan man få gesällbrev eller mästarbrev efter genomgånget gesäll eller prov för mästare. Gesällbrev och mästarbrev är bevis på att man uppfyller branschens krav på yrkeskunnande. Gesällbrev kan idag erhållas inom mer än 75 olika yrken och mästarbrev inom 111 olika yrken.

## Gesällbrev
- Bagare
- Bildhuggare
- Bilmekaniker
- Bilplåtslagare
- Bilsadelmakare
- Bokbindare
- Brodör
- Byggnadsplåtslagare
- Båtbyggare
- Charkuterist
- Damfrisör
- Damskräddare
- Dekopör
- Etuimakare
- Florist
- Fotograf
- Fotvårdare
- Frisör
- Förgyllare
- Gardindekoratör
- Gitarrbyggare
- Gjutare
- Glasblåsare
- Glasmästare
- Gravör
- Guldsmed
- Handstickare
- Handvävare
- Hem- och Konsumentelektronik
- Herrfrisör
- Herrskräddare
- Hovslagare
- Inredningssadelmakare
- Juvelfattare
- Kemtvättare
- Kakelugnsmakare
- Klänningsskräddare
- Kock - kallskänka
- Konditor
- Konstbrodör
- Konstgjutare
- Konstknypplare
- Konstvävare
- Kopparslagare
- Krukmakare
- Körsnär
- Köttyrket i detaljhandeln
- Låssmed
- Maskinstickare
- Matyrket inom daligvaruhandel
- Mekaniker
- Metalltryckare
- Modist
- Murare
- Målare
- Möbelrenoverare
- Möbelsnickare
- Orgelbyggare
- Perukmakare
- Pianotekniker
- Pälssömmare
- Rörinstallatör
- Sadelmakare
- Serveringsyrket
- Silversmed
- Silvertryckare
- Skeppstimmerman
- Skogshuggare
- Skomakare
- Skorstensfejare
- Skräddare
- Slaktare
- Smed
- Smed/konstsmed
- Snickare
- Stylist
- Tapetserare
- Tenngjutare
- Timmerman
- Tunnbindare
- Urmakare
- Verkstadsmekaniker
- Violinbyggare
- Väskmakare
- Ädelstenslipare

## Mästarbrev
- Bagare
- Konditor
- Bilelektriker
- Billackerare
- Bilmekaniker
- Bilsadelmakare
- Bilskadereparatör
- Biodlare
- Bleckslagare
- Bokbindare
- Boktryckare
- Borstbindare
- Brodör
- Byggmästare
- Byggnadssnickare
- Byggnadsplåtslagare
- Båtbyggare
- Charkuterist med styckning
- Cicelör
- Cykelreparatör
- Damfrisör
- Damskräddare
- Dekopör
- Elektronisk kommunikation
- Etuimakare
- Florist
- Fotograf
- Fotvårdare
- Frisör
- Frukt- och grönt
- Förgyllare
- Gardindekoratör
- Garvare
- Gitarrbyggare
- Gjutare
- Glasblåsare
- Glasslipare
- Glasmästare
- Golvläggare
- Gravör
- Guldsmed
- Gummireparatör
- Handskmakare
- Handvävare
- Handstickare
- Harmoniumbyggare
- Hattmakare
- Hem- och Konsumentelektronik
- Herrfrisör
- Herrskräddare
- Hovslagare
- Hudterapeut
- Instrumentmekaniker
- Inredningssadelmakare
- Juvelfattare
- Kakelugnsmakare
- Kemtvättare
- Klockgjutare
- Klänningskräddare
- Kock
- kallskänka
- Konstbrodör
- Konstgjutare
- Konstknypplare
- Konstvävare
- Kopparslagare
- Korgmakare
- Krukmakare
- Körsnär
- Köttyrket i detaljhandeln
- Litograf
- Låssmed
- Maskinelektiker
- Maskinstickare
- Mekaniker
- Metalltryckare
- Mjölnare
- Modist
- Modellsnickare
- Murarmästare
- Målarmästare
- Möbelrenoverare
- Möbelsnickare
- Oljeeldningsinstallatör
- Orgelbyggare
- Perukmakare
- Pianotekniker
- Pälsömmare
- Repslagare
- Riggare
- Rörinstallatör
- Sadelmakare
- Segelmakare
- Serigraf
- Skeppsbyggmästare
- Silversmed
- Silvertryckare
- Skomakare
- Skorstensfejarmästare
- Skräddare
- Skyltmålare
- Smedmästare
- Smed (Konstsmed)
- Snörmakare
- Stengravör
- Stenhuggare
- Svetsare
- Tapetserare
- bildhuggare
- Trädgårdsmästare
- Träsvarvare
- Tunnbindare
- Urmakare
- Vagnmakare
- Violinbyggare
- Vittvättare
- Ädelstensslipare